# Антошкин, Сергей Викторович
Серге́й Ви́кторович Анто́шкин (9 марта 1945, Москва — 9 сентября 2010, Санкт-Петербург) — советский и российский ударник, солист оркестра Мариинского театра, ЗКР АСО и АСО Ленинградской (позже Санкт-Петербургской) филармонии, преподаватель Санкт-Петербургской консерватории, Заслуженный артист России (2003).

## Биография
С 1958 по 1960 год Сергей Антошкин учился в музыкальном училище при Московской государственной консерватории имени П. И. Чайковского в классе В.А.Сенкевича. Переехав в 1960 году в Ленинград, он до 1963 года продолжал обучение в Ленинградской консерватории.
В 1963—1966 годах Антошкин играл в симфоническом оркестре театра оперы и балета им. С. М. Кирова, в 1963—1988 — в ЗКР АСО Ленинградской филармонии. С 1982 по 1990 год он был артистом симфонического оркестра Оперной студии Ленинградской консерватории, с 1990 по 1992 играл в академическом симфоническом оркестре Ленинградской филармонии. В 1992 году Сергей Антошкин вновь поступил в оркестр Мариинского театра, где начинал свою профессиональную карьеру. Проработав там до 2002 года, он вернулся в ЗКР АСО Ленинградской филармонии. В 2003 году Антошкину было присвоено звание Заслуженный артист России.
С 1997 года Сергей Антошкин преподавал ударные инструменты в Санкт-Петербургской консерватории.
Сергей Викторович Антошкин был женат и имел сына. Он интересовался лыжным спортом, теннисом и футболом и болел за петербургский футбольный клуб «Зенит».